# Lacuri din Lituania

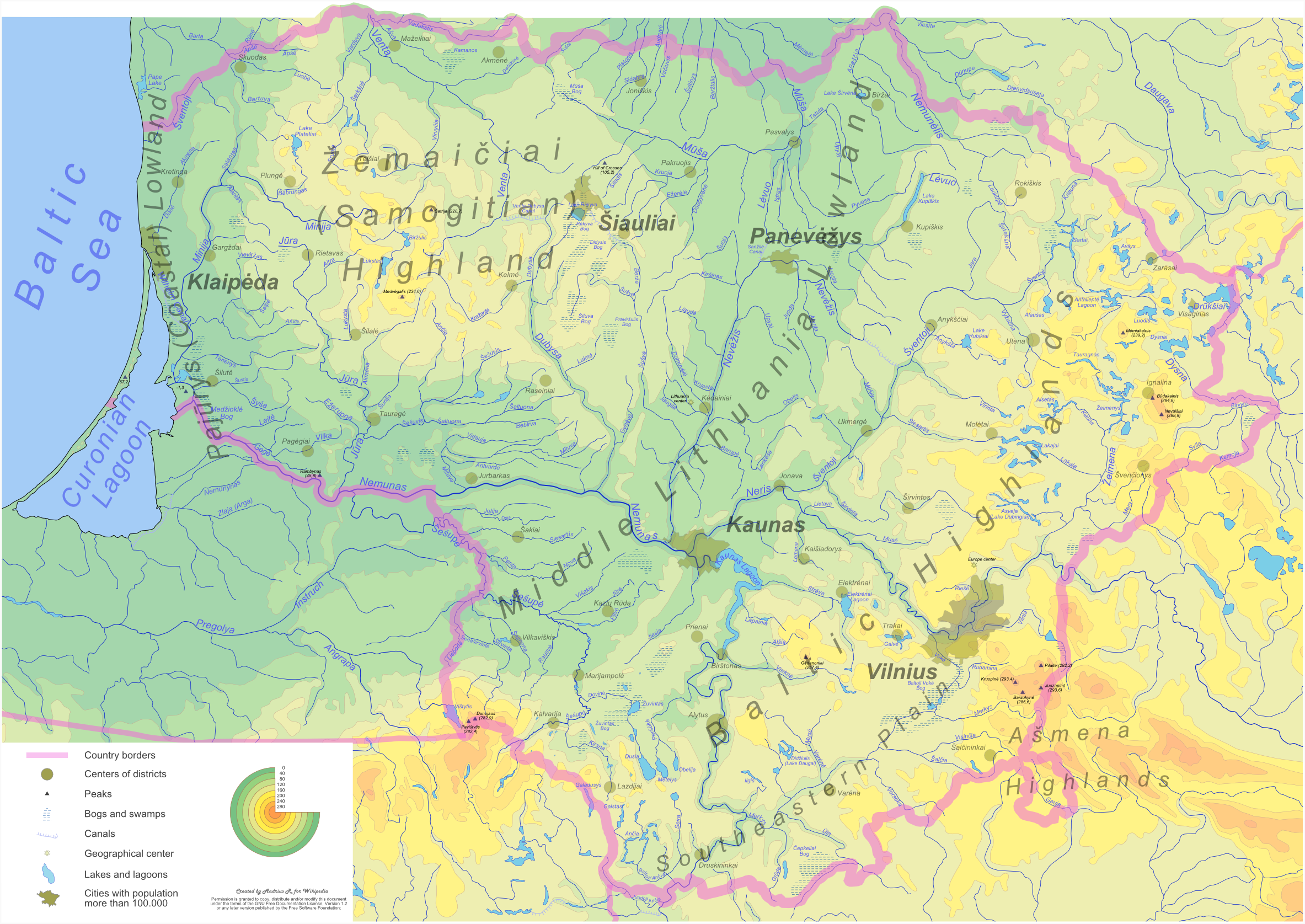
Harta fizică a Lituaniei

În Lituania, există peste 2.500 de lacuri naturale cu o suprafață mai mare de 0,5 ha (Cadastrul râurilor, lacurilor și iazurilor din Republica Lituania indică 2.550, iar Clasificatorul lacurilor din Republica Lituania 2.790), dar și peste 3.000 de lacuri mai mici (0,05-0,5 ha), de asemenea naturale. O parte a lacurilor mici este de origine carstică iar altele sunt formate din foste corpuri de apă curgătoare, dar numărul acestora este în continuă schimbare, fiind imposibil de stabilit cu exactitate. Suprafața totală acoperită de lacuri reprezintă aproximativ 1,37% din teritoriul Lituaniei. În plus, în țară există aproximativ 1.100 de lacuri artificiale cu o suprafață de peste 0,5 ha.
Distribuția lacurilor nu este uniformă, majoritatea fiind situate în zonele înalte ale Dealurilor Baltice (în lituaniană Baltijos aukštumos), care încep în apropierea graniței cu Polonia în sud-est și se extind spre nord de-a lungul graniței cu Belarus până la granița cu Letonia. Cele mai puține lacuri se află în zona joasă centrală a Lituaniei (sub 0,5% din suprafață) și în zona joasă de coastă. Majoritatea lacurilor sunt situate la altitudini de 100-160 de metri.
Aproximativ 1.200 sunt alimentate doar de apele subterane, nefiind conectate cu o apă de suprafață. Cu toate acestea, multe dintre lacuri sunt interconectate prin pâraie sau canale. Aceste sisteme lacustre reprezintă atracții turistice majore în Parcul Național Aukštaitija, foarte populare printre caiaciști. Lacurile din districtul Molėtai și din împrejurimi sunt o destinație de weekend preferată pentru locuitorii din Vilnius.
După originea bazinului, lacurile lituaniene sunt împărțite în glaciare (formate de ghețari), lagunare (formate prin închiderea unui golf), aluvionare (rezultate din înnămolirea unui braț al unui curs de apă), carstice, mlăștinoase și artificiale (sau antropogene). Majoritatea lacurilor Lituaniei sunt concentrate în bazine de origine glaciară și fluvială. În ceea ce privește adâncimea, predomină lacurile de adâncime mică și medie, doar 85 de lacuri fiind mai adânci de 20 de metri.
O altă clasificare a lacurilor este în funcție de apele curgătoare conectate la acestea:
- tranzitare (conectate la cel puțin o apă curgătoare influentă și la cel puțin una efluentă) - sunt 870 astfel de lacuri în Lituania,
- surse hidrografice (nu există ape curgătoare influente, doar efluente) - sunt 300 astfel de lacuri în Lituania,
- receptoare (există doar ape curgătoare influente, nu și efluente) - sunt 80 astfel de lacuri în Lituania,
- izolate (fără conexiune la o apă curgătoare) - toate lacurile rămase (majoritatea).

Dintre toate lacurile lituaniene, 650 sunt conectate la o singură apă curgătoare, 140 la două, 40 la trei, iar 40 au mai mult de trei conexiuni. Multe lacuri au dispărut din cauza desecărilor, eutrofizării naturale și antropice.

## Topul lacurilor naturale și amenajate
| Nr. | Lacuri naturale | Lacuri naturale | Lacuri naturale | Lacuri naturale                                                          | Lacuri de acumulare | Lacuri de acumulare | Lacuri de acumulare | Lacuri de acumulare |
| Nr. | Nume            | Suprafață (km2) | Adâncime (m)    | Note                                                                     | Nume                | Suprafață (km2)     | Efluent             | Anul inaugurării    |
| --- | --------------- | --------------- | --------------- | ------------------------------------------------------------------------ | ------------------- | ------------------- | ------------------- | ------------------- |
| 1   | Drūkšiai        | 44,8            | 33,3            | parțial în Belarus; alimentează Centrala Nucleară Ignalina               | Kaunas              | 63,5                | Nemunas             | 1959                |
| 2   | Dysnai          | 24,39           | 6               |                                                                          | Antalieptė          | 15,72               | Šventoji            | 1959                |
| 3   | Dusia           | 23,34           | 31,7            |                                                                          | Elektrėnai          | 12,64               | Strėva              | 1961                |
| 4   | Vištytis        | 17,9            | 52              | parțial în Rusia (regiunea Kaliningrad), cea mai mare altitudine (170 m) | Kupiškis            | 8,28                | Lėvuo               | 1984                |
| 5   | Sartai          | 13,31           | 20,9            | cea mai mare lungime a coastei (79 km)                                   | Kapčiamiestis       | 7,17                | Šventoji            | 1957                |
| 6   | Luodis          | 13,02           | 18,4            |                                                                          | Bubiai              | 4,18                | Dubysa              | 1978                |
| 7   | Metelys         | 12,86           | 15              |                                                                          | Širvėna             | 3,35                | Apaščia             | 1580                |
| 8   | Avilys          | 12,58           | 13,5            | cele mai multe insule (31)                                               | Kruonis             | 3,06                | -                   | 1992                |
| 9   | Plateliai       | 12,04           | 46              | cel mai mare din regiunea Samogitia                                      | Aukštadvaris        | 2,93                | Verknė              | 1960                |
| 10  | Rėkyva          | 11,84           | 4,5             | parțial în orașul Šiauliai                                               | Balskai             | 2,8                 | Jūra                | 1963                |

## Alte lacuri importante

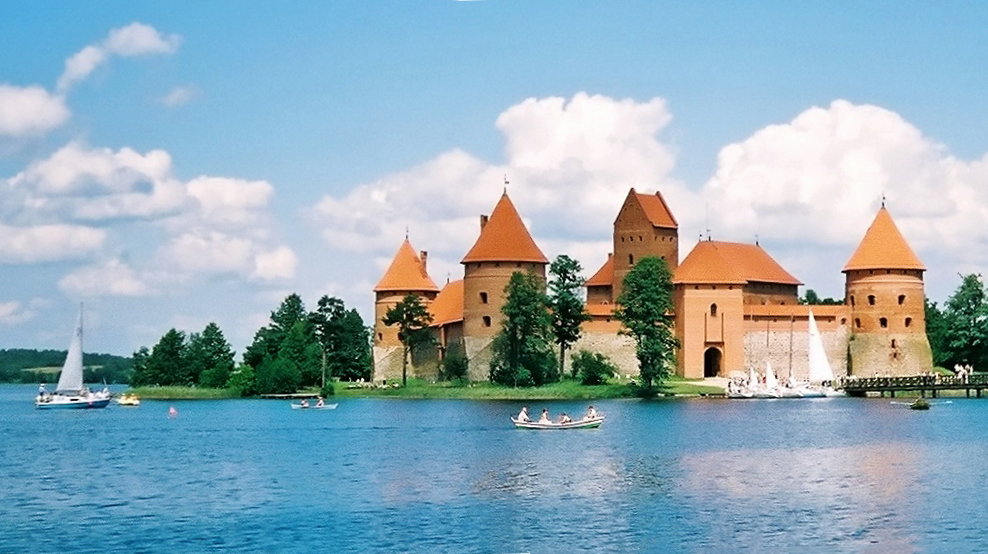
Castelul Trakai, situat pe insula omonimă de pe lacul Galvė

- Asveja este cel mai lung lac din Lituania, măsurând aproape 30 de kilometri. Este, de asemenea, al treilea lac ca adâncime (50,2 m),
- Tauragnas este cel mai adânc (62,5 m) lac din Lituania și este situat la cea mai mare altitudine (165 m),
- Baluošas are o insulă care conține propriul ei lac minuscul,
- Žuvintas este un corp de apă strict protejat. Este cel mai puțin adânc lac din Lituania, adâncimea sa maximă fiind de 3 metri, cu o medie de 1 metru. Constituie un habitat important al păsărilor de apă,
- Galvė conține o insulă pe care se găsește castelul Trakai,
- Drūkšiai este cel mai mare lac din Lituania. Bazinul său de captare acoperă pâraiele și pădurile din jur, precum și zonele umede de coastă. Lacul este înconjurat de multe tipuri de vegetație rară nu numai în Lituania, ci și în Europa, iar lacul în sine este valoros ca habitat al păsărilor, crustaceelor și diferitelor specii de pești.
- Sartai are cea mai lungă coastă din Lituania, 79 km,
- Plateliai este unul dintre cele mai transparente lacuri din Lituania, fundul său este foarte neregulat[4].